# Grega
Gregor je moško osebno ime.

## Izvor imena
Ime Grega je različica imena Gregor 

## Pogostost imena
Po podatkih Statističnega urada Republike Slovenije je bilo na dan 31. decembra 2007 v Sloveniji število moških oseb z imenom Grega: 1.267. Med vsemi moškimi imeni pa je ime Grega po pogostosti uporabe uvrščeno na 147. mesto.

## Osebni praznik
V koledarju je ime Grega skupaj z imenom Gregor; god praznuje 3. septembra (Papež Gregor I.) ali 17. junija (Gregor Barbarigo, škof, † 17. jun. 1697).